# 阿波可汗
阿波可汗，阿史那氏，名大逻便，突厥汗国小可汗，木杆可汗之子。
木杆可汗去世，木杆可汗的弟弟佗钵可汗即位。581年，佗缽可汗去世，佗钵可汗的汗位继承哥哥木杆可汗，所以临死前嘱咐其子阿史那庵逻，一定要立木杆可汗的儿子阿史那大逻便为可汗。但是佗钵可汗死后，以乙息记可汗之子东面小可汗、尔伏可汗摄图为首的突厥贵族称大逻便的母亲出身低微，一致拥立庵逻为可汗。
阿史那庵逻即位后，大逻便自以不得立，怀怨，不服庵逻，经常遣人辱骂庵逻。庵逻不能制，便将汗位让给了摄图，摄图是为沙钵略可汗。沙钵略可汗以大逻便为阿波可汗，还领所部，游牧于阿尔泰山之东，统辖西域。阿波可汗与沙钵略可汗、达头可汗、第二可汗庵逻（一说是突利可汗染干）同列为突厥汗国四强，分居四面，内怀猜忌，外示和同。581年八月，遣使到隋朝。583年，沙缽略可汗屡次侵犯新兴的隋朝，阿波可汗随沙钵略出兵，兵败凉州（今甘肃武威）。隋朝派长孙晟游说阿波可汗和西突厥达头可汗，分化突厥的势力。阿波可汗留塞上，遣使入朝，为沙缽略可汗所怨恨，牙帐被袭，母亲被杀，还无所归，西投达头可汗。乞师十万攻沙钵略，恢复故地。阿波可汗和达头可汗不断攻击沙缽略可汗。沙缽略可汗和隋朝讲和后，阿波可汗又侵犯隋朝。587年四月，沙缽略可汗去世，其弟处罗侯即位，为莫何可汗，当年，他出兵攻击阿波可汗，擒之，献于隋朝。其国立鞅素特勤之子，是为泥利可汗。